# أماسية
مدينة أماسية (بالتركية: Amasya) هي عاصمة محافظة أماسية يبلغ عدد سكانها حوالي 74,393 نسمة.

## المناخ
يظهر الجدول التالي التغييرات المناخية على مدار السنة لأماسية:
| البيانات المناخية لـأماسية                   | البيانات المناخية لـأماسية | البيانات المناخية لـأماسية | البيانات المناخية لـأماسية | البيانات المناخية لـأماسية | البيانات المناخية لـأماسية | البيانات المناخية لـأماسية | البيانات المناخية لـأماسية | البيانات المناخية لـأماسية | البيانات المناخية لـأماسية | البيانات المناخية لـأماسية | البيانات المناخية لـأماسية | البيانات المناخية لـأماسية | البيانات المناخية لـأماسية |
| الشهر                                        | يناير                      | فبراير                     | مارس                       | أبريل                      | مايو                       | يونيو                      | يوليو                      | أغسطس                      | سبتمبر                     | أكتوبر                     | نوفمبر                     | ديسمبر                     | المعدل السنوي              |
| -------------------------------------------- | -------------------------- | -------------------------- | -------------------------- | -------------------------- | -------------------------- | -------------------------- | -------------------------- | -------------------------- | -------------------------- | -------------------------- | -------------------------- | -------------------------- | -------------------------- |
| الدرجة القصوى °م (°ف)                        | 21.3 (70.3)                | 24.8 (76.6)                | 31.2 (88.2)                | 35.8 (96.4)                | 37.5 (99.5)                | 41.8 (107.2)               | 45.0 (113.0)               | 42.2 (108.0)               | 40.3 (104.5)               | 36.0 (96.8)                | 29.7 (85.5)                | 22.9 (73.2)                | 45.0 (113.0)               |
| متوسط درجة الحرارة الكبرى °م (°ف)            | 6.9 (44.4)                 | 9.5 (49.1)                 | 14.4 (57.9)                | 20.2 (68.4)                | 24.9 (76.8)                | 28.6 (83.5)                | 31.0 (87.8)                | 31.3 (88.3)                | 27.6 (81.7)                | 21.7 (71.1)                | 14.4 (57.9)                | 8.7 (47.7)                 | 19.9 (67.9)                |
| المتوسط اليومي °م (°ف)                       | 2.7 (36.9)                 | 4.5 (40.1)                 | 8.4 (47.1)                 | 13.6 (56.5)                | 17.9 (64.2)                | 21.6 (70.9)                | 24.1 (75.4)                | 24.0 (75.2)                | 20.0 (68.0)                | 14.6 (58.3)                | 8.6 (47.5)                 | 4.7 (40.5)                 | 13.7 (56.7)                |
| متوسط درجة الحرارة الصغرى °م (°ف)            | −0.9 (30.4)                | 0.1 (32.2)                 | 3.0 (37.4)                 | 7.2 (45.0)                 | 11.0 (51.8)                | 14.3 (57.7)                | 16.6 (61.9)                | 16.5 (61.7)                | 12.7 (54.9)                | 8.5 (47.3)                 | 3.8 (38.8)                 | 1.2 (34.2)                 | 7.8 (46.1)                 |
| أدنى درجة حرارة °م (°ف)                      | −21.0 (−5.8)               | −20.4 (−4.7)               | −15.3 (4.5)                | −5.1 (22.8)                | −0.1 (31.8)                | 4.8 (40.6)                 | 8.5 (47.3)                 | 8.8 (47.8)                 | 3.0 (37.4)                 | −2.9 (26.8)                | −9.5 (14.9)                | −12.7 (9.1)                | −21.0 (−5.8)               |
| الهطول مم (إنش)                              | 48.4 (1.91)                | 38.0 (1.50)                | 46.6 (1.83)                | 56.8 (2.24)                | 51.4 (2.02)                | 36.9 (1.45)                | 14.9 (0.59)                | 9.1 (0.36)                 | 20.6 (0.81)                | 35.7 (1.41)                | 45.2 (1.78)                | 55.4 (2.18)                | 459 (18.08)                |
| متوسط أيام هطول الأمطار                      | 12.1                       | 11.0                       | 12.5                       | 13.3                       | 12.7                       | 8.7                        | 3.3                        | 2.6                        | 4.8                        | 8.0                        | 9.5                        | 12.6                       | 111.1                      |
| ساعات سطوع الشمس اليومية                     | 2.1                        | 3.1                        | 4.3                        | 5.5                        | 7.3                        | 9.0                        | 9.5                        | 9.2                        | 7.4                        | 5.6                        | 3.1                        | 2.6                        | 5.7                        |
| المصدر: Turkish State Meteorological Service |                            |                            |                            |                            |                            |                            |                            |                            |                            |                            |                            |                            |                            |

## توأمة
لأماسية اتفاقيات توأمة مع كل من:
- تولتشيا
- دنيزلي
- أوش
- مانيسا
- طرابزون
- سلانيك
- نوك
- لو مان
- غالواي
- برينديزي
- زغرب
- كوفشتاين

## أعلام
- مراد الثاني
- تادرس المشرقي
- بايزيد الثاني
- بيخان سلطان
- علي باشا الخادم
- شاهزاده قورقود
- سليم الأول
- دوكاكينؤغلو أحمد باشا
- فكري سونميز